# Haitham al-Ghais
Haitham al-Ghais (arabe : هيثم الغيص), né en octobre 1969, est un dirigeant pétrolier koweïtien qui occupe actuellement le poste de secrétaire général de l'OPEP.
Al-Ghais a été nommé à l'unanimité par les représentants des États membres de l'OPEP le 1er janvier 2022. Il devait prendre ses fonctions à Vienne le 1er août, mais a pris la relève plus tôt, après la mort de l'homme politique nigérian Mohammed Barkindo le 5 juillet.

## Postes occupés
Le 4 juin 2017, Al-Ghais a été nommé gouverneur du Koweït au sein de l'Organisation de l'OPEP, et il est resté à son poste jusqu'au 16 juin 2021, date à laquelle Muhammad Al-Shatti lui a succédé, après quoi il a été nommé par le ministère koweïtien du Pétrole, le 9 novembre 2021, au poste de secrétaire général de l'Organisation, où il a été élu à l'unanimité le 3 janvier 2022 pour succéder à Muhammad Barkindo, dont le deuxième mandat s'est achevé fin juillet 2022, le mandat d'Al-Ghais devant débuter le 1er août 2022. L'émir du Koweït, le cheikh Nawaf Al-Ahmad Al-Jaber Al-Sabah, l'a félicité pour son élection, de même que le prince héritier du Koweït, le cheikh Mishaal Al-Ahmad Al-Jaber Al-Sabah, et le Premier ministre koweïtien, le cheikh Sabah Al-Khaled Al-Hamad Al-Sabah. Le président de l'Assemblée nationale koweïtienne, Marzouq Al-Ghanim.